# Homalomena undulatifolia
Homalomena undulatifolia är en kallaväxtart som beskrevs av Henry Nicholas Ridley. Homalomena undulatifolia ingår i släktet Homalomena och familjen kallaväxter. Inga underarter finns listade.